# Nora Briozzo
Nora Briozzo (Buenos Aires, 6 de noviembre de 1965) es una locutora de radio y televisión, periodista y locutora argentina. Actualmente trabaja en Radio del Plata  y en América TV en el programa Secretos Verdaderos.

## Premios
- Martín Fierro Mejor Conducción en  Radio
- Martín Fierro Mejor Programa en FM
- Medalla de Plata Festival de Nueva York

- Datos: Q6044701